# 얀 카라모
얀 카라모(프랑스어: Yann Karamoh, 1998년 7월 8일, 코트디부아르 아비장 ~ )는 프랑스의 축구 선수이며, 리그 1 클럽 몽펠리에에서 뛰고 있다.